# Vesicularia rivalis
Vesicularia rivalis är en bladmossart som beskrevs av Brotherus 1916. Vesicularia rivalis ingår i släktet Vesicularia och familjen Hypnaceae. Inga underarter finns listade i Catalogue of Life.